# Чебердыш
Чеберды́ш (также Чеберде́ш; укр. Чебердеш, крымскотат. Çeberdeş, Чебердеш) — исчезнувшее село в Сакском районе Республики Крым (согласно административно-территориальному делению Украины — Автономной Республики Крым), располагавшееся на северо-западе района, в степной зоне Крыма, примерно в 2,5 км к северо-востоку от современного села Приветное.

## История
Идентифицировать Чебердыш среди, зачастую сильно искажённых, названий деревень в Камеральном Описании Крыма 1784 года пока не удалось. Затем, видимо, вследствие эмиграции крымских татар в Турцию, последовавшую вслед за присоединением Крыма к России 8 февраля 1784 года, деревня опустела и вновь, как развалины, встречается на карте 1842 года, а на трёхверстовой карте 1865 года на месте селения отмечена кошара. Вновь, как усадьба Рудольфа Земана Чебердеш с 1 домохозяйством и 6 жителями в составе Донузлавской волости, встречается в «…Памятной книжке Таврической губернии на 1900 год». По Статистическому справочнику Таврической губернии. Ч.II-я. Статистический очерк, выпуск пятый Евпаторийский уезд, 1915 год, в экономии Рудольфа Земана Чебердеш Донузлавской волости Евпаторийского уезда числилось 3 двора (все дворы с землёй) с немецкими жителями в количестве 11 человек приписного населения и 20 — «постороннего», из которых 23 мужчины и 8 женщин. В хозяйстве числилось 504 десятины удобной земли, 48 лошадей, 25 волов, 12 коров и 338 голов мелкого скота.
После установления в Крыму Советской власти, по постановлению Крымревкома от 8 января 1921 года № 206 «Об изменении административных границ» была упразднена волостная система и образован Евпаторийский район Евпаторийского уезда,: село оказалось на территории Евпаторийского района (в 1922 году уезды получили название округов). 11 октября 1923 года, согласно постановлению ВЦИК, в административное деление Крымской АССР были внесены изменения, в результате которых округа были отменены и произошло укрупнение районов — территорию округа включили в Евпаторийский район. Чебердыш отмечался на картах Крымского статистического управления 1922 и 1924 года, но в Списке населённых пунктов Крымской АССР по Всесоюзной переписи 17 декабря 1926 года, село не значится, хотя ещё обозначено
на километровой карте Генштаба Красной армии 1941 года. На двухкилометровке РККА 1942 года Чебердыша уже нет и в дальнейшем в доступных источниках не встречается.